# Abartigkeit
Abartigkeit ist eine Substantivierung des Adjektivs abartig, dem ein Bedeutungsspektrum von „abweichend“ bis „pervers“ zugeordnet wird. Als Grundlage des Adjektivs wird eine Zusammenbildung zum Wort „Art“ angenommen, „entarten“ gilt demgegenüber als Präfixableitung von „Art“.
In der Biologie werden abweichende Merkmale bei Individuen einer Art während ihrer Entwicklung, die durch Mutationen oder Umwelteinflüsse entstehen können, als Abartigkeit bezeichnet. So wurde früher eine Varietät auch Abart genannt.
Genutzt wird der Begriff zudem häufig wertend im Kontext eines von der Norm abweichenden Sexualverhaltens.
In der Rechtswissenschaft bzw. im Recht Deutschlands wurde die „seelische Abartigkeit“ bis zum 31. Dezember 2020 in § 20 des Strafgesetzbuches ausdrücklich normiert. Sie stand neben einer „seelischen Störung, [...] einer tiefgreifenden Bewußtseinsstörung oder [des] Schwachsinns“, als ein Merkmal der Schuldunfähigkeit. Zum 1. Januar 2021 wurde das Merkmal ersetzt durch das Wort „Störung“. Daneben wurde die Bezeichnung „Schwachsinn“ durch die Worte „einer Intelligenzminderung“ ersetzt. Der Gesetzgeber begründete diese Änderung u. a. damit, die Bezeichnungen seien nicht mehr zeitgemäß, da diese sie „im psychiatrischen und psychologischen Sprachgebrauch keine Verwendung mehr finden und als herabsetzend empfunden werden können“.
Im Recht Österreichs kam die Bezeichnung einer „geistigen oder seelischen Abartigkeit“ unter anderem im § 21 des Strafgesetzbuchs bis zum 28. Februar 2023 vor. Nach den Erläuterungen zum Gesetzesentwurf sollte die Bezeichnung durch „eine neutralere, weniger stigmatisierende Formulierung ersetzt werden, die überdies durch die Betonung des Begriffs ‚Störung‘ den Fokus auf den ‚Krankheitsbegriff‘ und nicht auf allfällige andere Aspekte der Normabweichung legt“.